# George Teague
George Theo Teague (Oscoda, 18 febbraio 1971) è un ex giocatore di football americano statunitense che ha giocato nel ruolo di safety nella National Football League (NFL).

## Biografia
Dopo avere giocato a football al college ad Alabama dove vinse un campionato NCAA nel 1992, Teague fu scelto come 29º assoluto nel Draft NFL 1993 dai Green Bay Packers. In una gara di playoff nel 1994 contro i Detroit Lions stabilì l'allora record NFL nella post-season ritornando un intercetto per 104 yard in touchdown. Scambiato con gli Atlanta Falcons alla fine della stagione 1995, una settimana dopo fu svincolato. Firmò così coi Dallas Cowboys per la stagione 1996, con cui nei playoff giocò una delle migliori gare della carriera quando, contro i Minnesota Vikings, forzò tre palloni persi degli avversari in tre possessi consecutivi. L'anno seguente passò ai Miami Dolphins dove, nell'unica stagione in Florida, fece registrare un primato personale di 4 intercetti. Fece ritorno ai Cowboys nel 1998, con cui concluse la carriera nel 2001.
Teague è probabilmente meglio noto per un incidente accaduto in una gara contro i San Francisco 49ers il 24 settembre 2000. In quella partita, Terrell Owens dei 49ers segnò il suo secondo touchdown della carrera, andando ad esultare a centrocampo sopra l'iconica stella simbolo dei Cowboys, come aveva fatto per festeggiare il touchdown precedente. Teague spinse violentemente Owens da dietro durante il festeggiamento, venendo espulso dalla partita. Nel 2008, quel momento fu celebrato da ESPN all'ottavo posto tra i dieci migliori della storia del Texas Stadium.

## Palmarès
- Campione NCAA: 1

Alabama Crimson Tide: 1992
- PFWA All-Rookie Team - 1993

## Statistiche
| Partite    | 133 |
| Tackle     | 341 |
| sack       | 2,0 |
| intercetti | 15  |